# Urban Light
Urban Light est une installation artistique réalisée par l'Américain Chris Burden en 2008. Elle se présente sous la forme d'un assemblage de 202 réverbères fonctionnels. Ils sont exposés à l'entrée du musée d'Art du comté de Los Angeles, en Californie.

## Historique
Avant d'être choisie par le musée d'Art du comté de Los Angeles, l'installation est présentée par Chris Burden à plusieurs autres centres d'art, qui refusent sa mise en place. En 2008, il commence la pose des réverbères, les disposant suivant des alignements précis, à la façon des colonnes d'un temple antique,,.
Tous les lampadaires sont d'authentiques lampes des années 1920 ou 1930, achetées par l'artiste dans plusieurs villes des environs de Los Angeles et sont restaurés par Burden dans son atelier de Topanga Canyon avant leur installation.
L'installation est constituée d'exactement 202 réverbères, et 309 ampoules, détournés de leur usage de départ par l'artiste. Ils sont alimentés en énergie grâce à la lumière du Soleil et réglés en fonction des étoiles pour fonctionner toute la nuit.
Selon l'artiste lui-même, l'œuvre permet aussi de sécuriser les rues adjacentes, constituant un ensemble à la fois « sûr après la tombée de la nuit et beau à voir ».
En 2018, les ampoules originales sont remplacées par des LED, permettant de diminuer la consommation de l'ensemble de 90 %. L'achat de celles-ci est offert au musée par la Fondation Leonardo-DiCaprio.

## Dans la culture populaire
La popularité de l'installation vient surtout des réseaux sociaux, où les selfies pris devant l'œuvre fleurissent très vite après sa pose.
Les réverbères apparaissent ensuite dans plusieurs films américains, tels que Valentine's Day en 2010 et No Strings Attached en 2011, ainsi que dans un épisode de la série Modern Family.
L'installation de Chris Burden devient peu à peu un symbole de la ville de Los Angeles,,.